# مرد بنفش
مرد بنفش (به انگلیسی: Purple Man) با نام زبیداه کیلگِریو (به انگلیسی: Zebediah Killgrave)، یک شخصیت خیالی ابرشرور در کتاب‌های کامیک منتشر شده توسط مارول کامیکس است.
مرد بنفش توسط نویسنده استن لی و طراح جو اورلاندو ساخته شده‌است؛ و برای اولین بار در شمارهٔ ۴ از مجموعه کمیک‌های دردویل (اکتبر ۱۹۶۴) حضور پیدا کرد. مرد بنفش قابلیت کنترل ذهن و تلقین کردن موضوعات مختلف به افراد را دارد. او تحت نام کیل‌گِریو دشمن جسیکا جونز محسوب می‌شود، و بیشتر در کمیک‌های این شخصیت حضور دارد.

## حضور در سینما
در دنیای سینمایی مارول، دیوید تننت نقش مرد بنفش را در مجموعه تلویزیونی جسیکا جونز بازی کرد.